# Pfarrkirche Unterlamm

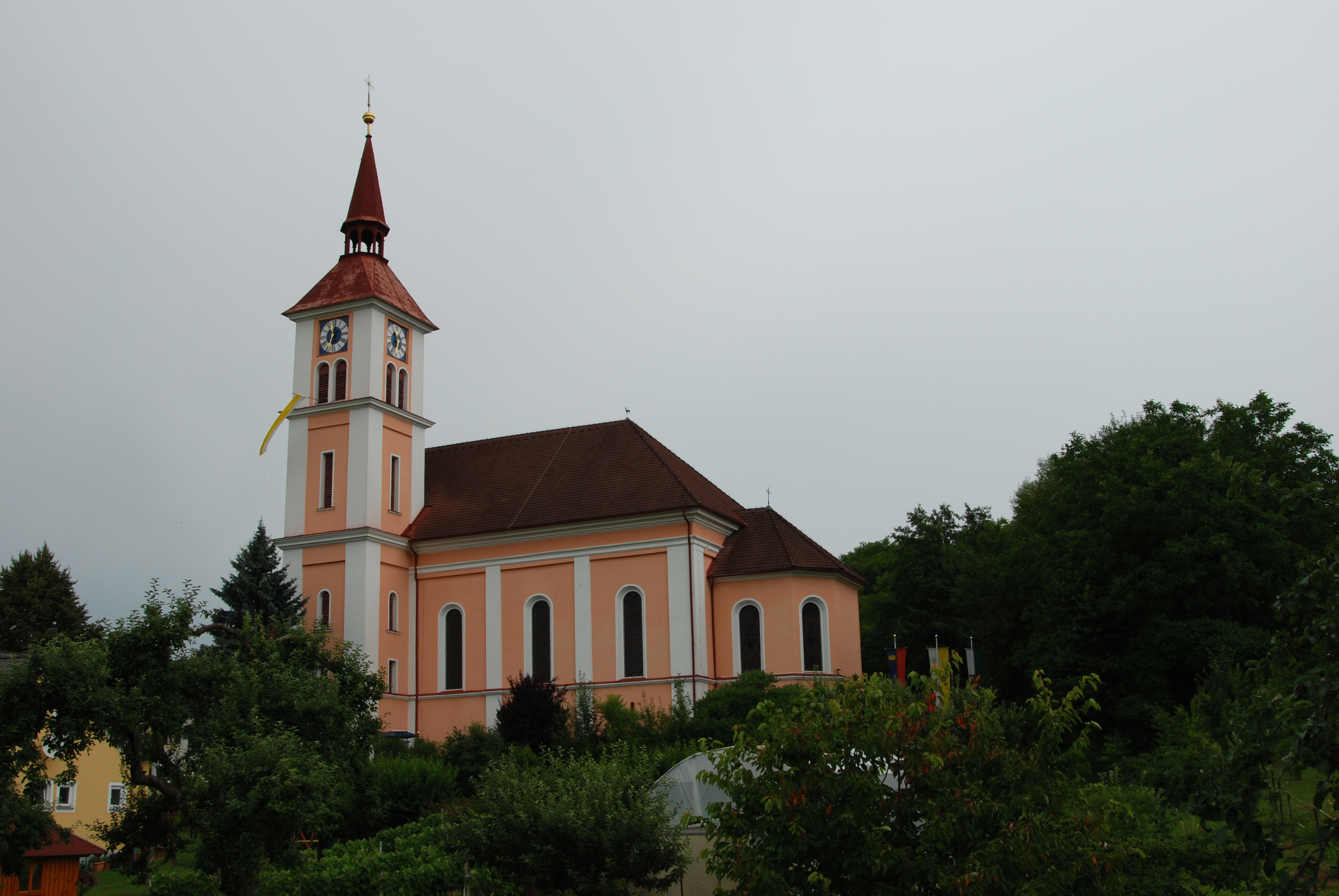
Pfarrkirche hl. Heinrich

Die römisch-katholische Pfarrkirche Unterlamm steht in der Gemeinde Unterlamm in der Steiermark. Die Pfarrkirche hl. Heinrich gehört zum Dekanat Feldbach in der Diözese Graz-Seckau. Das Kirchengebäude steht unter Denkmalschutz.

## Geschichte
Die Kirche wurde 1920 zur Pfarrkirche erhoben. 1966 und 2018 wurde die Kirche restauriert.

## Architektur

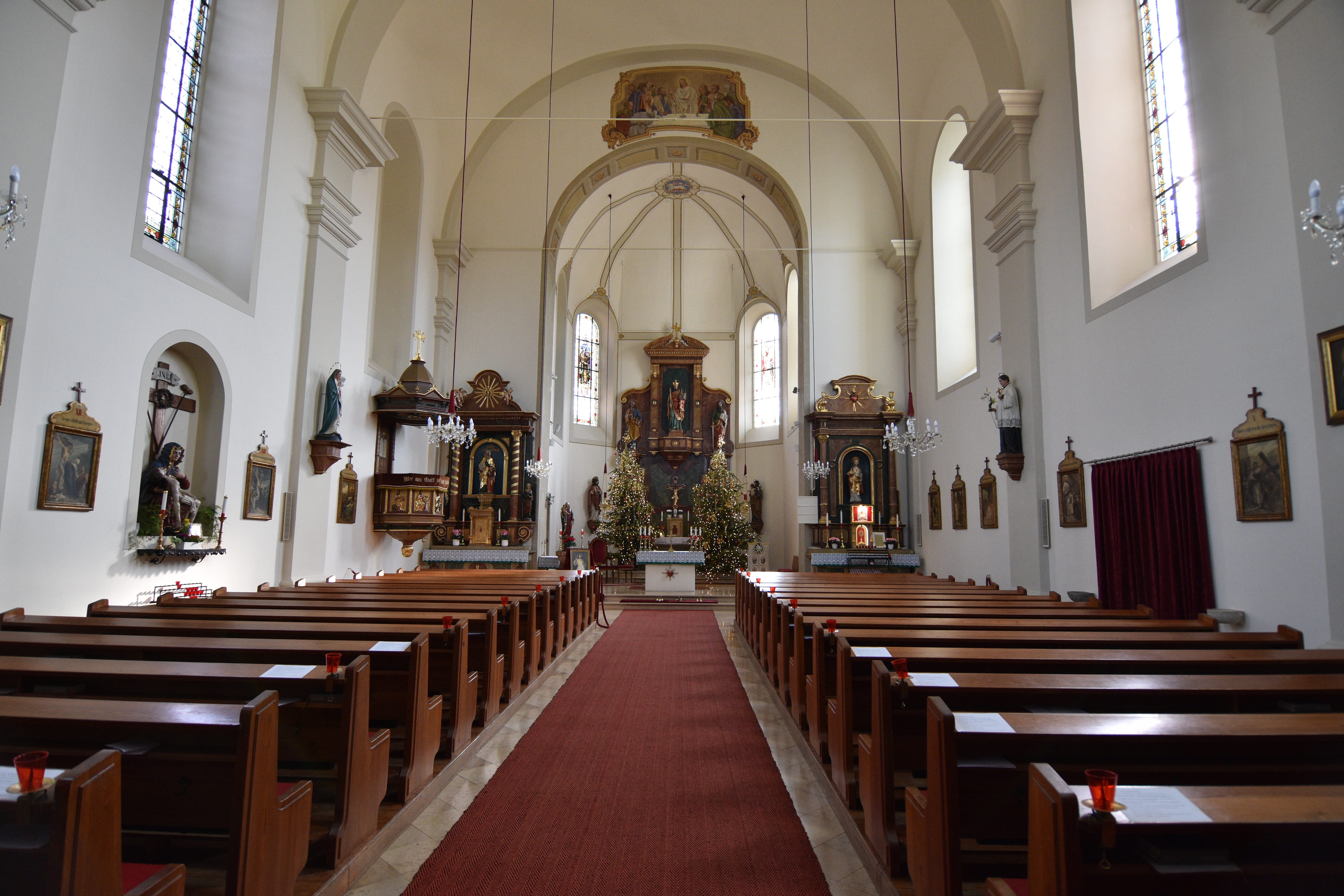
Innenansicht der Kirche

Die Pfarrkirche wurde von 1907 bis 1910 nach den Plänen des Architekten Hans Pascher im Stil des Historismus erbaut. An das vierjochige Langhaus schließt ein eingezogener Chor mit Fünfachtelschluss an. An der Südseite steht ein quadratischer Turm mit einem Pyramidenhelm. Die neubarocken Fresken Abendmahl über dem Fronbogen und im Chor malten die Brüder Walter (1936).

## Ausstattung

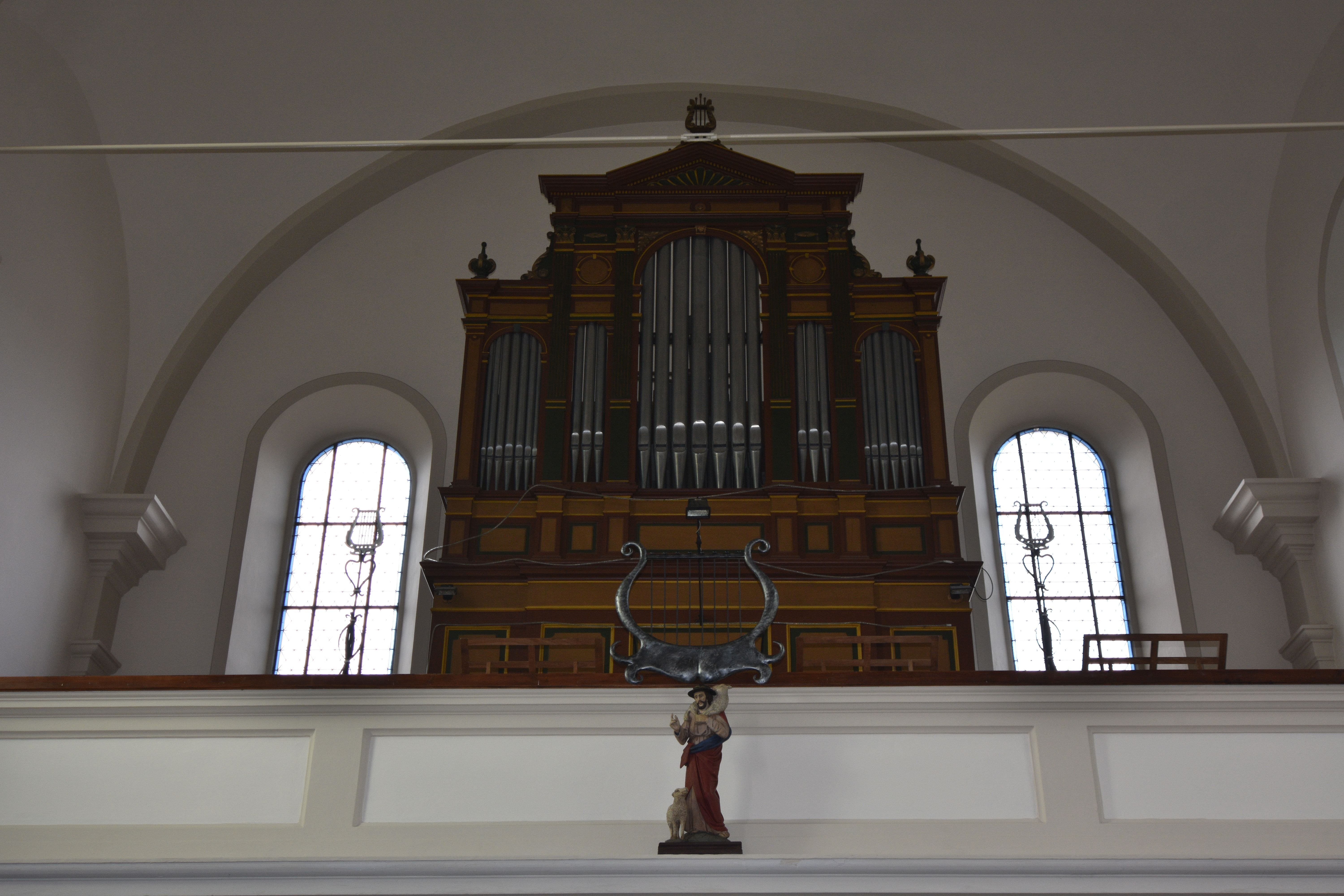
Die Orgel von 1918

Der Hochaltar aus dem Ende des 19. Jahrhunderts wurde aus der Stadtpfarrkirche Feldbach hierher übertragen. Die Seitenaltäre sind aus 1925. Die Kanzel ist aus 1929.
Die Orgel baute 1918 Matthäus Mauracher.